# Massakory
Massakory (en àrab ماساكوري, Māsākūrī) és la capital del departament de Dagana, a la regió d'Hadjer-Lamis, al Txad. La ciutat estava antigament a la prefectura de Fort-Lamy, al departament del Baix Chari.

## Història
El territori al voltant de Massakory solia ser governat pel sultà d'Ouaddaï. Dues tribus dominen aquesta regió: els Dagana, pastors nòmades, a l'interior i els Kouri Kalé en les costes i illes de la part occidental del llac. Es diu que els Bulala, que viuen prop de Massagory, són d'origen àrab. Van ajudar a fundar el regne de Kanem i van ajudar a expulsar a la família reial de Kanem en el segle xiii. Més tard es van veure obligats a traslladar-se a la regió de Yao, on van crear un petit sultanat i es van establir en un estil de vida agrícola, encara que es diu que són bons guerrers.
Els colonialistes francesos van crear el lloc de Massakory en el territori de Dagana en 1901. En 1925 la regió de Bas-Chari va proporcionar 1.500 treballadors per a treballar en la línia de ferrocarril Congo-Oceà. Durant l'era colonial francesa, les lleis es van aplicar amb duresa. En la circumscripció de Massakory d'unes 30.000 persones en 1932, el dos per cent estava en la presó.

## Economia
En els últims anys la ciutat i la regió han estat "envaïdes" des del nord per importadors libis, igual que altres zones àrides i semiàrides del nord del Txad. El mercat de bestiar, que abans era important, ha disminuït constantment a causa de l'avanç del desert i a la inestabilitat política en la zona que envolta al llac Txad, que s'està reduint.
La ciutat es troba en el corredor Nigèria-Níger del sistema de carreteres nacionals del Txad, que va de N'Djamena a Bol. En 2005, s'havien completat 77 km entre N'Djamena i Massaguet, mentre que la resta del corredor de 249 km encara no havia començat per manca de finançament. Per a 2008 la carretera pavimentada havia arribat a Massakory. La carretera té per objecte facilitar l'accés a una nova refineria de petroli que s'està construint en Djermaya, al nord de la capital. L'aeroport de Massakory és un aeroport civil amb una pista sense pavimentar de 1.100 m de longitud.